# Polypremaceae
Classification APG (1998)
Classification APG II (2003)
Classification APG III (2009)
Famille
La famille des Polypremaceae ne compte qu'une seule espèce de plante herbacée Polypremum procumbens dont l'affinité est complexe à déterminer
C'est une plante originaire d'Amérique et des Antilles.
Cette famille n'est pas formelle et existe dans très peu de classifications.
Elle n'existe pas en classification classique de Cronquist (1981), qui assigne ces plantes aux Loganiaceae, ni en classification phylogénétique APG II (2003), ni en classification phylogénétique APG III (2009) qui assignent ces plantes aux Tetrachondraceae.